# Kate Cooper

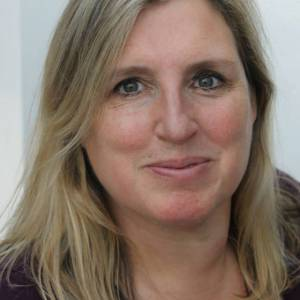
Kate Cooper

Kate Mason Cooper (* 10. Oktober 1960 in Washington, D.C.) ist eine britisch-amerikanische Althistorikerin.
Kate Cooper legte 1989 ihren Master an der Princeton University ab. Dort war sie 1989/90 Lecturer. Sie wurde 1993 an der Princeton University promoviert (Ph.D.) mit der von Peter Brown betreuten Arbeit Concord and martyrdom: Gender, community, and the uses of Christian perfection in late antiquity. Von 1992 bis 1994 lehrte sie am Barnard College als Assistant Professor. Ab 1995 lehrte sie an der University of Manchester. Dort war sie zunächst Lecturer bis September 2000 und Senior Lecturer bis September 2009. Von 1996 bis 2012 war sie Direktor am Centre of Late Antiquity in Manchester. Sie lehrte ab 2010 als Professorin für Alte Geschichte an der University of Manchester. Seit September 2017 lehrt sie als Professorin für Alte Geschichte an der Royal Holloway, University of London. Sie hatte Gastprofessuren (2006, 2007, 2008) an der Universität Padua. Sie ist verheiratet mit dem britischen Mediävisten Conrad Leyser. 
Ihr Forschungsschwerpunkt ist die Römerzeit, mit einem besonderen Interesse am täglichen Leben und der Familie, der Religion, dem Geschlecht und der sozialen Identität sowie den miteinander verbundenen Problemen des Martyriums, der Widerstandsbewegungen und der religiösen Gewalt. Ihre frühen Forschungen konzentrierten sich auf Gender und Rhetorik in der Antiken Welt. Im späteren Verlauf wurde der Untergang des Römischen Reiches aus der Perspektive der Frauen und Familie erforscht. Für das Projekt Constantine’s Dream: Faith, Victory and the search for Roman Unity wurde sie von 2009 bis 2010 vom RCUK Partnership for Conflict, Crime, and Security Research unterstützt. Für das Projekt The Early Christian Martyr Acts: A New Approach to Ancient Heroes of Resistance wurde sie mit dem Leverhulme Trust Major Research Fellowship (2012–2015) gefördert. Anlässlich des 50. Jahrestags der Veröffentlichung von Max Gluckmans Aufsatz „The Peace in the Feud“ wurde in Manchester eine Konferenz 2005 abgehalten. Die Beiträge gaben Cooper und Conrad Leyser 2017 heraus. Der Band befasste sich mit der thematisch und räumlich weit gefassten Frage, wie im Zeitraum von 300 bis 1200 Herrschaftsstrukturen, soziale Beziehungen und Bindungen sich veränderten und welche Bedeutung Konflikte und Konfliktlösungen dabei hatten. Für ihre Forschungen wurden ihr zahlreiche Auszeichnungen verliehen, darunter der Rom-Preis der American Academy in Rome.

## Schriften
Monographien
- Band of angels. The forgotten world of early Christian women. Atlantic Books, London 2013, ISBN 978-1-84887-328-5.
- The fall of the Roman household. Cambridge University Press, Cambridge 2007 ISBN 0-521-88460-8
- The virgin and the bride. Idealized womanhood in late antiquity. Harvard University Press, Cambridge 1996, ISBN 0-674-93949-2.

Herausgeberschaften
- mit Conrad Leyser: Making early medieval societies. Conflict and belonging in the Latin West, 300–1200.  Cambridge University Press, Cambridge 2017, ISBN 978-1-316-50360-7.
- mit Julia Hillner: Religion, Dynasty, and Patronage in Early Christian Rome, 300–900. Cambridge University Press, Cambridge 2007, ISBN 978-0-521-87641-4.